# Ruder-Weltmeisterschaften 2005

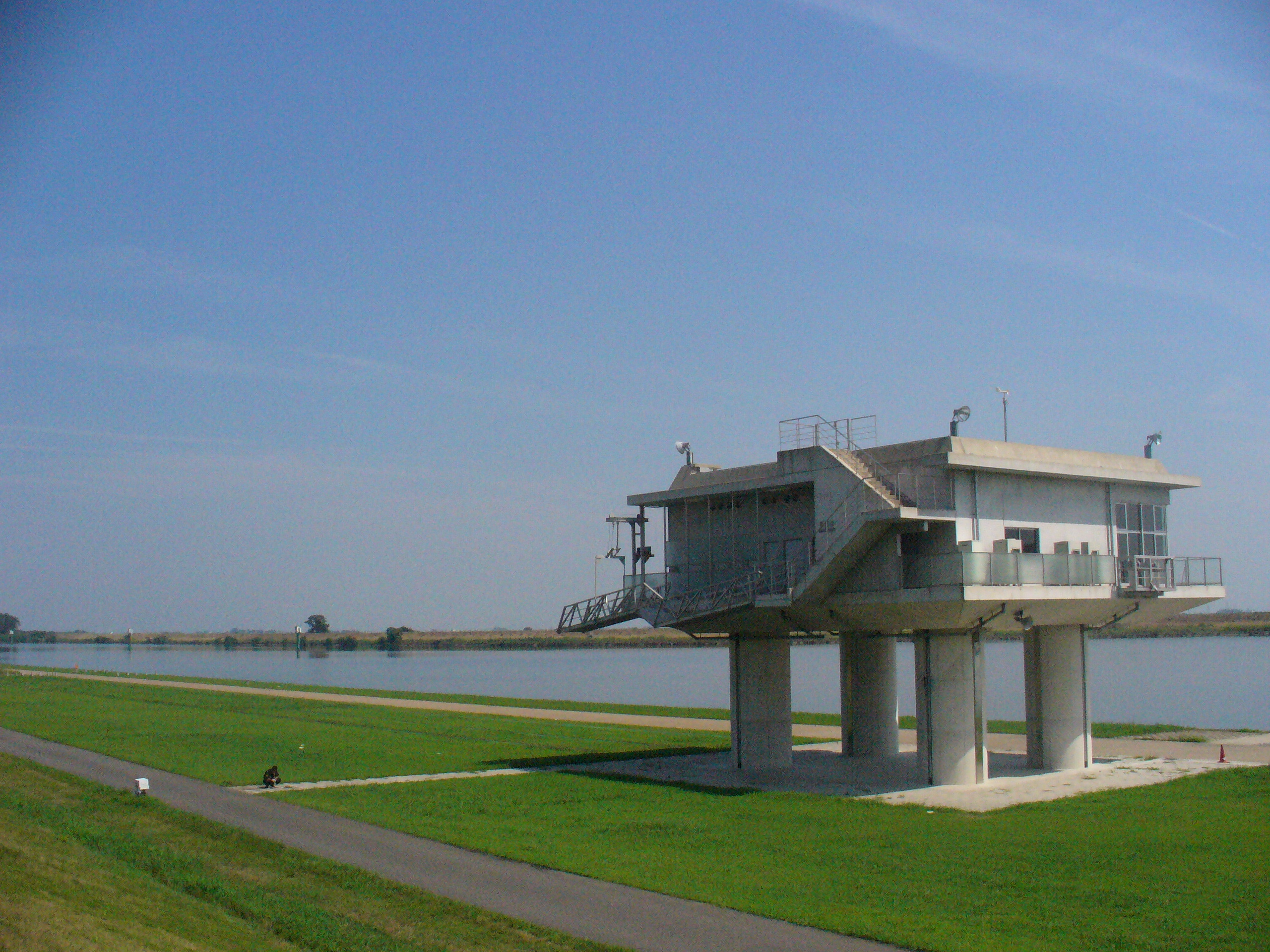
Der Nagaragawa International Regatta Course

Die Ruder-Weltmeisterschaften 2005 (japanisch 2005年FISA世界ボート選手権大会, 2005-nen FISA Sekai Bōto Senshukentaikai) wurden auf dem Fluss Nagara am Nagaragawa International Regatta Course in Kaizu, Präfektur Gifu in Japan zwischen dem 28. August und dem 4. September 2005 abgehalten. Die 28. Weltmeisterschaften waren die ersten Ruder-Weltmeisterschaften, welche in Asien ausgetragen wurden. Mehr als tausend Sportler und Sportlerinnen nahmen daran teil.
Bei den Weltmeisterschaften wurden in den Vorrennen zahlreiche Weltbestzeiten unterboten, die aber von der FISA wegen zu starker Strömung nicht anerkannt wurden.

## Ergebnisse

### Männer
| Bootsklasse                                  | Gold | Gold    | Silber | Silber  | Bronze | Bronze                         |
| -------------------------------------------- | --- | ------- | --- | ------- | --- | ------------------------------ |
| Einer (M1x)                                  | Neuseeland Mahé Drysdale | 7:16,42 | Norwegen Olaf Tufte | 7:18,34 | Tschechien Ondřej Synek | 7:21,12                        |
| Doppelzweier (M2x)                           | Slowenien Luka Špik Iztok Čop | 6:37,61 | Italien Federico Gattinoni Luca Ghezzi | 6:37,96 | Deutschland Christian Schreiber René Burmeister | 6:46,71                        |
| Doppelvierer (M4x)                           | Polen Konrad Wasielewski Marek Kolbowicz Michał Jeliński Adam Korol                                                                                           | 5:34,96 | Slowenien Matej Prelog Davor Mizerit Luka Špik Iztok Čop | 5:35,45 | Estland Jüri Jaanson Leonid Gulov Tõnu Endrekson Andrei Jämsä                                                                                             | 5:36,61                        |
| Zweier mit Steuermann (M2+)                  | Australien Hardy Cubasch Sam Conrad Marc Douez (Stm.) | 7:16,61 | Italien Dario Cerasola Edoardo Verzotti Manuel Belingerio (Stm.) | 7:23,22 | Vereinigte Staaten Jordan Smith Micah Boyd Chase Phillips (Stm.)                                                                                          | 7:26,22                        |
| Zweier ohne Steuermann (M2-)                 | Neuseeland Nathan Twaddle George Bridgewater | 6:52,51 | Südafrika Ramon di Clemente Donovan Cech | 6:55,52 | Italien Luca Agamennoni Dario Lari | 6:57,29                        |
| Vierer ohne Steuermann (M4-)                 | Vereinigtes Königreich Steve Williams Peter Reed Alex Partridge Andrew Triggs Hodge                                                                           | 6:11,59 | Niederlande Geert Cirkel Jan-Willem Gabriëls Matthijs Vellenga Gijs Vermeulen                                                                                       | 6:13,23 | Kanada Rob Weitemeyer Peter Dembicki Andrew Ireland Kristopher McDaniel                                                                                   | 6:16,02                        |
| Vierer mit Steuermann (M4+)                  | Frankreich Nicolas Podpovitny Vincent Durupt Alex Johnatan Mathis Lionel Jacquiot Nicolas Majerus (Stm.)                                                      | 6:02,42 | Vereinigte Staaten Troy Kepper Matt Hughes Patrick Sullivan Brett Newlin Marcus McElhenney (Stm.)                                                                   | 6:03,44 | Deutschland Toni Seifert Matthias Flach Johannes Doberschütz Falk Müller Martin Sauer (Stm.)                                                              | 6:06,01                        |
| Achter (M8+)                                 | Vereinigte Staaten Paul Daniels Matt Deakin Steven Coppola Daniel Beery Joshua Inman Bryan Volpenhein Beau Hoopman Mike Blomquist Marcus McElhenney (Stm.)    | 5:22,75 | Italien Lorenzo Carboncini Niccolò Mornati Pierpaolo Frattini Valerio Pinton Mario Palmisano Dario Dentale Raffaello Leonardo Carlo Mornati Gaetano Iannuzzi (Stm.) | 5:24,01 | Deutschland Jochen Urban Sebastian Schulte Stephan Koltzk Jan-Martin Bröer Jan Tebrügge Ulf Siemes Thorsten Engelmann Andreas Penkner Peter Thiede (Stm.) | 5:25,66                        |
| Leichtgewichts-Einer (LM1x)                  | Griechenland Vasileios Polymeros | 7:17,79 | Vereinigtes Königreich Zac Purchase | 7:23,10 | Frankreich Fabrice Moreau | 7:23,97                        |
| Leichtgewichts-Doppelzweier (LM2x)           | Ungarn Zsolt Hirling Tamás Varga | 6:05,10 | Dänemark Mads Rasmussen Rasmus Quist | 6:05,62 | Polen Paweł Rańda Robert Sycz | 6:07,93                        |
| Leichtgewichts-Doppelvierer (LM4x)           | Italien Gardino Pellolio Daniele Gilardoni Luca Moncada Filippo Mannucci                                                                                      | 5:44,76 | Belgien Justin Gevaert Francois Libois Wouter van der Fraenen Kristof Dekeyser                                                                                      | 5:46,00 | Kanada Jeff Bujas Douglas Vandor Matt Jensen Morgan Jarvis                                                                                                | 5:47,86                        |
| Leichtgewichts-Zweier ohne Steuermann (LM2-) | Dänemark Bo Helleberg Thomas Ebert | 6:22,59 | Chile Miguel Cerda Silva Felipe Leal | 6:23,31 | Italien Salvatore Amitrano Catello Amarante | 6:25,63                        |
| Leichtgewichts-Vierer (LM4-)                 | Frankreich Franck Solforosi Jeremy Pouge Jean-Christophe Bette Fabien Tilliet                                                                                 | 5:47,91 | Irland Timmy Harnedy Eugene Coakley Richard Archibald Paul Griffin                                                                                                  | 5:49,26 | Italien Lorenzo Bertini Salvatore Di Somma Elia Luini Bruno Mascarenhas                                                                                   | 5:49,30                        |
| Leichtgewichts-Achter (LM8+)                 | Italien Jiri Vlcek Daniele Danesin Michele Savrie Martino Goretti Luigi Scala Nicola Moriconi Giuseppe Del Gaudio Fabrizio Gabriele Gianluca Barattolo (Stm.) | 5:59,42 | Japan Yūsuke Imai Shuya Matsuda Kazuyoshi Okamoto Masayuki Yoshizaki Shimpei Murai Yu Kataoka Takehiro Kubo Tatsuya Mizobe Makoto Nakasaka (Stm.)                   | 6:09,87 | Nur zwei Mannschaften am Start | Nur zwei Mannschaften am Start |

### Frauen
| Bootsklasse                        | Gold | Gold    | Silber | Silber  | Bronze | Bronze  |
| ---------------------------------- | --- | ------- | --- | ------- | --- | ------- |
| Einer (W1x)                        | Belarus Kazjaryna Karsten-Chadatowitsch | 7:48,35 | Tschechien Miroslava Knapková | 7:51,69 | Vereinigte Staaten Michelle Guerette | 7:51,62 |
| Doppelzweier (W2x)                 | Neuseeland Georgina Evers-Swindell Caroline Evers-Swindell                                                                                        | 7:08,03 | Bulgarien Rumjana Nejkowa Miglena Markowa | 7:10,92 | Australien Amber Bradley Sally Kehoe | 7:22,86 |
| Doppelvierer (W4x)                 | Vereinigtes Königreich Rebecca Romero Sarah Winckless Frances Houghton Katherine Grainger                                                         | 6:09,59 | Deutschland Britta Oppelt Susanne Schmidt Kathrin Boron Stephanie Schiller                                                                                        | 6:09,93 | Russland Olga Samulenkowa Oxana Dorodnowa Larissa Merk Irina Fedotowa                                                                                       | 6:12,19 |
| Zweier ohne Steuerfrau (W2-)       | Neuseeland Juliette Haigh Nicola Coles | 7:43,83 | Australien Sarah Outhwaite Natalie Bale | 7:47,57 | Russland Wera Potschitajewa Walerija Starodubrowskaja | 7:50,07 |
| Vierer ohne Steuerfrau (W4-)       | Australien Robyn Selby Smith Emily Martin Pauline Frasca Kate Hornsey                                                                             | 6:55,56 | Deutschland Mandy Emmrich Wilma Dressel Kerstin Naumann Christiane Hölzel                                                                                         | 7:03,24 | Belarus Natallja Haurjlenka Wolha Plaschkowa Tatjana Narelik Marija Brel                                                                                    | 7:07,96 |
| Achter (W8+)                       | Australien Sarah Outhwaite Robyn Selby Smith Sonia Mills Kate Hornsey Emily Martin Fleur Chew Pauline Frasca Sarah Heard Elizabeth Patrick (Stf.) | 5:58,10 | Rumänien Enikő Barabás Georgeta Craciun Camelia Lupașcu Ana Maria Apachitei Elena Șerban-Parvan Ioana Papuc Rodica Florea Simona Strimbeschi Rodica Anghel (Stf.) | 5:59,50 | Niederlande Femke Dekker Nienke Dekkers Nienke Hommes Hurnet Dekkers Annemarieke van Rumpt Laura Posthuma Annemiek de Haan Helen Tanger Ester Workel (Stf.) | 5:59,61 |
| Leichtgewichts-Einer (LW1x)        | Niederlande Marit van Eupen | 8:07,39 | Frankreich Bénédicte Dorfman-Luzuy | 8:10,53 | Spanien Teresa Mas de Xaxars Rivero | 8:12,71 |
| Leichtgewichts-Doppelzweier (LW2x) | Deutschland Daniela Reimer Marie-Louise Dräger | 6:48,47 | Vereinigte Staaten Renee Hykel Julie Nichols | 6:48,77 | Finnland Sanna Stén Minna Nieminen | 6:49,02 |
| Leichtgewichts-Doppelvierer (LW4x) | Kanada Tracy Cameron Mara Jones Elizabeth Urbach Melanie Kok                                                                                      | 6:19,87 | Dänemark Kirsten Jepsen Maria Pertl Katrin Olsen Juliane Rasmussen                                                                                                | 6:20,69 | Vereinigtes Königreich Tanya Brady Lorna Norris Hester Goodsell Naomi Hoogesteger                                                                           | 6:22,49 |

### Wettbewerbe im Pararudern
Die Weltmeisterschaftsrennen in den Paraklassen werden üblicherweise über die paralympische Strecke von 1000 Metern ausgetragen. Einzig bei den Ruder-Weltmeisterschaften 2005 wurde der Weltmeistertitel im LTA-Mixed-Vierer mit Steuermann als Erprobungsmaßnahme über die olympische Strecke von 2000 Meter ausgefahren.
| Bootsklasse                                | Gold | Gold    | Silber                                                                                     | Silber  | Bronze                                                                                      | Bronze  |
| ------------------------------------------ | --- | ------- | ------------------------------------------------------------------------------------------ | ------- | ------------------------------------------------------------------------------------------- | ------- |
| AS-Männer-Einer (ASM1x)                    | Australien Dominic Monypenny                                                                                   | 6:28,82 | Italien Marco Re Calegari                                                                  | 6:31,99 | Vereinigte Staaten Ronald Harvey                                                            | 7:08,00 |
| TA-Mixed-Doppelzweier (TAMix2x)            | Vereinigte Staaten Angela Madsen Scott Brown                                                                   | 5:03,28 | Italien Enio Billiato Valeria Corazzin                                                     | 6:52,59 | Frankreich Christophe Somme Marie-Pierre Baskevitch Six                                     | 7:16,30 |
| LTA-Mixed-Vierer mit Steuermann (LTAMix4+) | Vereinigtes Königreich Alastair McKean Naomi Riches Katie-George Dunlevy Alan Crowther Loretta Williams (Stf.) | 8:12,07 | Portugal Monica Campizes Ferreira José Pereira Bruno Indio Sonia Costa Isabel Jesus (Stf.) | 8:22,85 | Niederlande Marianna Huijben Joleen Hakker Martin Lauriks Paul de Jong Tonia Harmsen (Stf.) | 8:23,52 |

## Medaillenspiegel

### Männer und Frauen
| Platz | Land                   | Gold | Silber | Bronze | Gesamt |
| ----- | ---------------------- | ---- | ------ | ------ | ------ |
| 1     | Neuseeland             | 4    |        |        | 4      |
| 2     | Australien             | 3    | 1      | 1      | 5      |
| 3     | Italien                | 2    | 3      | 3      | 8      |
| 4     | Frankreich             | 2    | 1      | 1      | 4      |
| 4     | Vereinigtes Königreich | 2    | 1      | 1      | 4      |
| 5     | Deutschland            | 1    | 2      | 3      | 6      |
| 6     | Vereinigte Staaten     | 1    | 2      | 2      | 5      |
| 7     | Dänemark               | 1    | 2      |        | 3      |
| 8     | Niederlande            | 1    | 1      | 1      | 3      |
| 9     | Slowenien              | 1    | 1      |        | 2      |
| 10    | Kanada                 | 1    |        | 2      | 3      |
| 11    | Belarus                | 1    |        | 1      | 2      |
| 11    | Polen                  | 1    |        | 1      | 2      |
| 12    | Griechenland           | 1    |        |        | 1      |
| 12    | Ungarn                 | 1    |        |        | 1      |
| 13    | Tschechien             |      | 1      | 1      | 2      |
| 14    | Belgien                |      | 1      |        | 1      |
| 14    | Bulgarien              |      | 1      |        | 1      |
| 14    | Irland                 |      | 1      |        | 1      |
| 14    | Norwegen               |      | 1      |        | 1      |
| 14    | Rumänien               |      | 1      |        | 1      |
| 14    | Südafrika              |      | 1      |        | 1      |
| 14    | Chile                  |      | 1      |        | 1      |
| 14    | Japan                  |      | 1      |        | 1      |
| 15    | Russland               |      |        | 2      | 2      |
| 16    | Estland                |      |        | 1      | 1      |
| 16    | Finnland               |      |        | 1      | 1      |
| 16    | Spanien                |      |        | 1      | 1      |
| Summe | Summe                  | 23   | 23     | 22     | 68     |

### Paraklassen
| Platz | Land                   | Gold | Silber | Bronze | Gesamt |
| ----- | ---------------------- | ---- | ------ | ------ | ------ |
| 1     | Vereinigte Staaten     | 1    |        | 1      | 2      |
| 2     | Australien             | 1    |        |        | 1      |
| 2     | Vereinigtes Königreich | 1    |        |        | 1      |
| 4     | Italien                |      | 2      |        | 2      |
| 5     | Portugal               |      | 1      |        | 1      |
| 6     | Frankreich             |      |        | 1      | 1      |
| 6     | Niederlande            |      |        | 1      | 1      |
| Summe | Summe                  | 3    | 3      | 3      | 9      |